# Sylvestre Ilunga Ilukamba
Sylvestre Ilunga Ilukamba (1947, provincia de Katanga, Congo Belga) es un político congoleño que fue nombrado Primer Ministro de la República Democrática del Congo en mayo de 2019. Ha tenido una larga carrera política desde los años 70, habiendo ocupado varios cargos en los gabinetes ministeriales, y ha sido profesor en la Universidad de Kinshasa desde 1979. Ilunga también ha sido secretario general de la Sociedad Nacional de Ferrocarriles del Congo. Tiene reputación como servidor público experimentado y tecnócrata, así como un aliado del expresidente Joseph Kabila.

## Biografía
Sylvestre Ilunga nació en 1947 en la provincia de Katanga (hoy provincia de Alto Katanga desde la partición de 2015). Es oriundo del grupo étnico luba de Katanga, al igual que el presidente Kabila. Ilunga trabajó como profesor de economía en la Universidad de Kinshasa desde 1979. Ilunga ingresó en la política en 1970 y ocupó varios cargos en el gobierno a lo largo de los años 80 y 90, en particular los cargos de Ministro de Planificación (1990) y Ministro de Finanzas (1990–1991) bajo el régimen de Mobutu Sese Seko. Después de la caída del régimen de Mobutu, Ilunga abandonó el país y estableció una compañía minera en Sudáfrica en 1993. Regresaría a la República Democrática del Congo una década más tarde. Desde la década de 1990, ha estado jubilado en gran parte, excepto por haber sido nombrado en 2014 como el jefe del SNCC (Société Nationale des Chemins de fer du Congo), la compañía ferroviaria nacional de la República Democrática del Congo. Fue asesor económico del joven presidente Joseph Kabila a principios de su mandato y supervisó la implementación de las reformas ordenadas por el Banco Mundial y el FMI, incluida la privatización de algunos activos del gobierno.
El 20 de mayo de 2019, a la edad de 72 años, fue designado primer ministro de la República Democrática del Congo en un acuerdo negociado por el presidente Félix Tshisekedi y la coalición gobernante del Frente Común para el Congo en el parlamento del país, aliados con el antecesor de Tshisekedi, Joseph Kabila. Desde las elecciones generales de diciembre de 2018, el exlíder de la oposición había estado en negociaciones con las partes aliadas de Kabila para nombrar un Primer Ministro, que habría obtenido una mayoría en la elección. Otros posibles candidatos incluían al ejecutivo minero Albert Yuma, el ministro de finanzas Henri Yav, y el exasesor de seguridad nacional Jean Mbuyu, pero fueron rechazados por el presidente por diferentes motivos. Norbert Nkulu, miembro del Tribunal Constitucional de la República Democrática del Congo, y Jean Nyembo Shabani, exjefe del Banco Central de Zaire, sugirieron a Ilunga.
El presidente Tshisekedi y el parlamento acordaron formar un nuevo gobierno el 27 de julio de 2019, más de seis meses después de las elecciones de 2018, comenzando la nominación formal de Ilunga para primer ministro. El nuevo gabinete de Ilunga estuvo compuesto por 65 miembros, incluidos 48 ministros y 17 viceministros, de los cuales 42 puestos fueron para el Frente Común para el Congo (coalición de partidos pro-Kabila) y 23 para Encabezar el Cambio (Alianza del presidente Tshisekedi). Las negociaciones entre Kabila y Tshisekedi se habían estancado sobre quién controlaría los seis "ministerios soberanos" enumerados en la constitución de la RDC: Finanzas, Defensa, Presupuesto, Justicia, Interior y Asuntos Exteriores.
El nuevo gabinete se estableció formalmente a fines de agosto de 2019.